# Alchemilla maradykovensis
Alchemilla maradykovensis es una especie de planta del género Alchemilla, perteneciente a la familia Rosaceae.

## Taxonomía
Alchemilla maradykovensis fue descrita por Czkalov en 2011.

## Distribución
Se encuentra en el territorio norte de la parte europea de Rusia.